# Jaume Ferrer I
Jaume Ferrer I (Lérida, finales del s. siglo XIV-XV) fue un pintor leridano de estilo gótico internacional. Tuvo un taller de pintura, donde se formó su hijo Jaume Ferrer II, quien estuvo activo entre 1430 y 1460. Su obra más conocida es la tabla de la Epifanía, la única obra firmada (Jacobus Ferrerius) y gracias a la cual se le han podido atribuir algunas otras.